# سیارک ۱۵۶۶۹

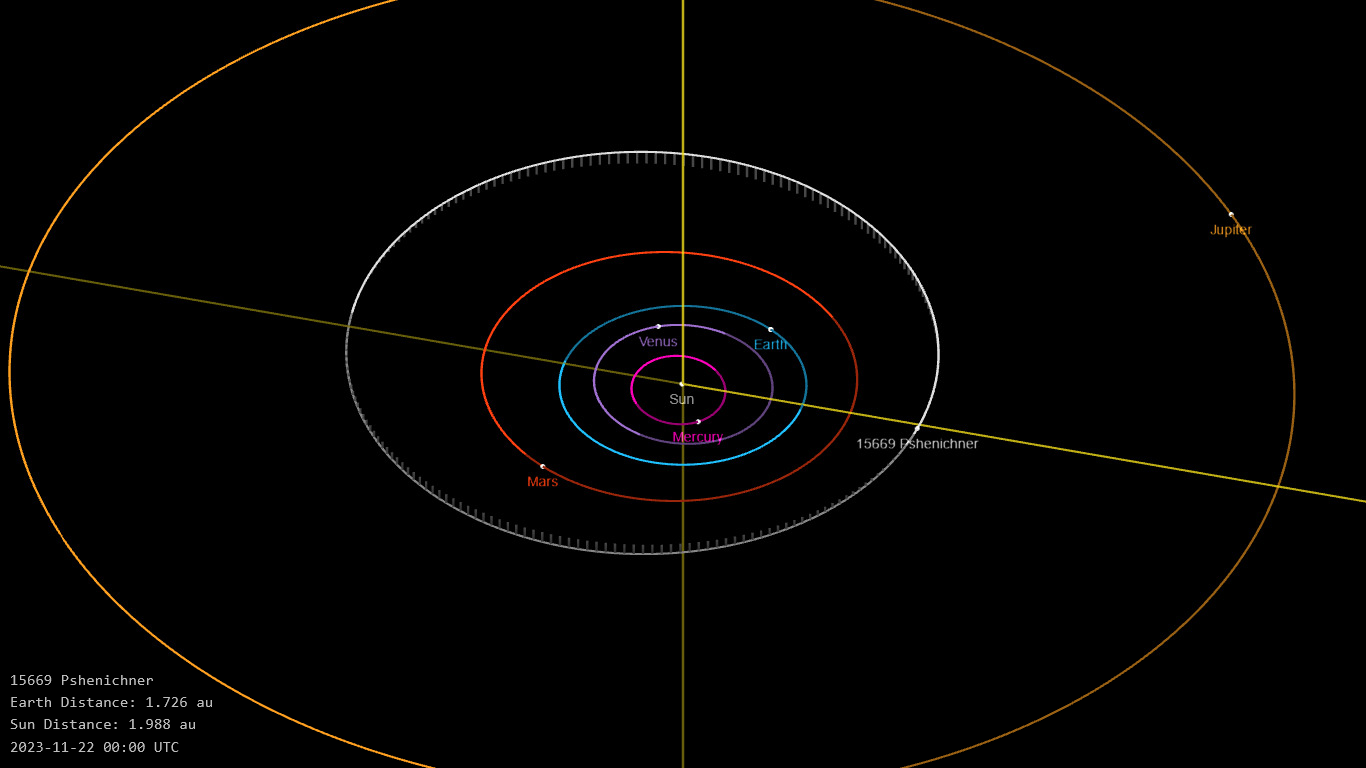
نمایی از محل قرارگیری سیارک ۱۵۶۶۹ در مدار – ۲۰۲۳

سیارک ۱۵۶۶۹ (به انگلیسی: 15669 Pshenichner، نامگذاری:1974ST1) پانزده هزار و ششصد و شصت و نهمین سیارک کشف شده‌است که در ۱۹ سپتامبر ۱۹۷۴ کشف شد.
قدر مطلق سیارک برابر ۱۴.۱ است.